# الدورة 74 لمهرجان برلين السينمائي الدولي
الدورة 74 لمهرجان برلين السينمائي الدولي أقيمت في الفترة الممتدة بين 15–25 شباط/فبراير 2024 في برلين، ألمانيا. ورأس لجنة التحكيم المثلة المكسيكية-الكينية لوبيتا نيونغو.
اثناء هذه الدورة كرم المخرج مارتن سكورسيزي بمنحه دباً ذهبياً فخرياً عن مجمل مسيرته المهنية.

## لجنة التحكيم
تضم لجنة التحكيم ستة أعضاء هم:
- الممثل والمخرج برادي كوربيت من الولايات المتحدة
- المخرجة آن هوي من هونغ كونغ
- المخرج الألماني كريستيان بيتزولد
- المخرج الإسباني ألبرت سيرا
- الممثلة والمخرجة الإيطالية جاسمين ترينك
- الكاتبة الأوكرانية أوكسانا زابوزكو

فيما تترأس لجنة التحكيم لوبيتا نيونغو، الممثلة المكسيكية-الكينية.

## المتنافسون
تنافس 20 فيلماً على جائزة الدب الذهبي.
| العنوان                             | العنوان الاصلي          | المخرج                           | بلد الانتاج                                                        |
| ----------------------------------- | ----------------------- | -------------------------------- | ------------------------------------------------------------------ |
| Another End                         | Another End             | بييرو ميسينا                     | إيطاليا                                                            |
| Architecton                         | Architecton             | فيكتور كوساكوفسكي                | ألمانيا، فرنسا                                                     |
| Black Tea ‏                          | Black Tea               | عبد الرحمن سيساكو                | فرنسا، موريتانيا، تايوان، لوكسمبورغ، ساحل العاج                    |
| La cocina                           | La cocina               | ألونسو رويزبالاسيوس              | المكسيك، الولايات المتحدة                                          |
| Dahomey                             | Dahomey                 | ماتي ديوب                        | بنين، فرنسا، السنغال                                               |
| The Devil's Bath                    | Des Teufels Bad         | فيرونيكا فرانز وسيفيرين فيالا    | النمسا، ألمانيا                                                    |
| A Different Man                     | A Different Man         | آرون شيمبرج                      | الولايات المتحدة                                                   |
| الإمبراطورية                        | L'Empire                | برونو دومونت                     | فرنسا، إيطاليا، ألمانيا، بلجيكا، البرتغال                          |
| From Hilde, With Love               | In Liebe, Eure Hilde    | أندرياس دريسين                   | ألمانيا                                                            |
| Gloria!                             | Gloria!                 | مارغريتا فيكاريو                 | إيطاليا، سويسرا                                                    |
| Langue étrangère                    | Langue étrangère        | كلير برغر                        | فرنسا، ألمانيا، بلجيكا                                             |
| My Favorite Cake                    | کیک محبوب من            | بهتاش صانعيها ومريم مقدم         | إيران، فرنسا، السويد، ألمانيا                                      |
| Shambhala                           | Shambhala               | مين بهادور بهام                  | نيبال، فرنسا، النرويج، الصين، تركيا، تايوان، الولايات المتحدة، قطر |
| أشياء صغيرة كهذه (الفيلم الافتتاحي) | Small Things like These | تيم ميلانتس                      | أيرلندا، بلجيكا                                                    |
| Dying                               | Sterben                 | ماتياس غلاسنر                    | ألمانيا                                                            |
| Sons                                | Vogter                  | غوستاف مولر                      | الدنمارك، السويد                                                   |
| Suspended Time                      | Hors du Temps           | أوليفييه أساياس                  | فرنسا                                                              |
| Pepe                                | Pepe                    | نيلسون كارلو دي لوس سانتوس أرياس | جمهورية الدومينيكان، ناميبيا، ألمانيا، فرنسا                       |
| A Traveler's Needs                  | 여행자의 필요           | هونغ سانغ سو                     | كوريا الجنوبية                                                     |
| ماء العين ‏                          | ماء العين ‏              | مريم جبور                        | تونس، فرنسا، كندا، النرويج، قطر، السعودية                          |

## إلغاء دعوات حزب البديل من أجل ألمانيا
في ظل مظاهرات مئات الآلاف في ألمانيا تنديدا بأفكار حزب البديل من أجل ألمانيا الراديكالية. أثار الإعلان عن توجيه الدعوات إلى هذا الحزب احتجاجات في الأوساط السينمائية والثقافية الألمانية. قررت إدارة المهرجان إلغاء الدعوات الموجهة إلى خمسة سياسيين من حزب "البديل من أجل ألمانيا" اليميني الشعبوي لحضور افتتاح المهرجان. بالمقابل استهجن الحزب ما وصفه بعملية "إقصاء".